# Leucisme
El leucisme (del grec λευκός, leukós, 'blanc') és una particularitat genètica deguda a un gen recessiu, que dona un color blanc al pelatge o plomatge (els ulls mantenen el seu color normal, a diferència dels albins) dels animals.
El leucisme és diferent de l'albinisme: els animals leucistes no són més sensibles al sol que la resta. Ans al contrari: poden ser-ne fins i tot lleugerament més resistents atès que l'albedo alta del color blanc protegeix més de la calor. El contrari del leucisme és el melanisme.

## Ocells
El leucisme es defineix com la manca parcial o total d'eumelanina o feomelanina a les plomes, a causa d'una alteració heretada en el procés de formació d'aquests pigments. Sembla ser l'aberració de color genèticament determinada més comuna en les aus. Les aus que presenten aquesta aberració produeixen melanina de manera normal, però el pigment no es diposita en les cèl·lules de les plomes, quedant blanques.
El grau de leucisme varia molt, des d'aus que tenen només alguna ploma blanca fins a aus amb tot el plomatge blanc (igual que en els albins, les plomes amb colors vermells i grocs, produïts per carotenoides, poden estar intactes) però els ulls sempre tenen coloració normal. El bec i les potes, en canvi, poden estar normalment acolorits o no tenir completament de color.
En els ocells leucistes, cada ploma és generalment blanca per complet o amb coloració normal. Una ploma parcialment blanca indica amb un alt grau de probabilitat que l'au ha patit mancances durant el seu creixement (no és un defecte genètic).
Les aus amb aspecte general tornassolat o jaspiat (aspecte «rentat»), produït per combinació de plomes totalment blanques i plomes de color normal, són generalment individus afectats de leucisme.

### Melanina
Hi ha dos tipus de melanina en les aus: l'eumelanina, que genera plomes de color negre, gris i marró fosc, i la feomelanina, que genera plomes vermelles en alta concentració i plomes des de groguenques (groc-terrós pàl·lid) fins a gairebé blanques, en baixa concentració. Quan tots dos tipus de melanina influeixen junts, generen colors combinats, com el marró-grisenc. En el color dels ulls i de la pell només influeix l'eumelanina.
L'albinisme es defineix com la manca total d'ambdós tipus de melanina, a causa d'una manca heretada de tirosines, un enzim que comença el procés mitjançant el qual es forma melanina. El resultat d'aquesta mutació és una au que manca gairebé per complet de color, tant en les plomes com en pell i ulls. Els tons vermells i rosats que s'observen en ulls i zones sense plomes es deuen a la color de la sang que es percep a través dels teixits.
Algunes espècies d'aus tenen únicament eumelanina, però en la majoria de les espècies tenen ambdós tipus de melanina que en combinar-se mostren diferents coloracions.
Un ocell predominantment blanc que mostra una mica de pigmentació melànica no és un albí.

### Carotenoides
L'au assimila carotenoides mitjançant l'aliment, i els enzims de el cos els transformen en pigments que varien entre groc pàl·lid i vermell carmesí. La alteracions en aquesta pigmentació es deuen principalment a una dieta no adequada. Un exemple habitual són els flamencs captius que no adquireixen plomes vermelles perquè no s'alimenten de crustacis. La quantitat de coloració rosada al pit d'algunes espècies de gavines també varia a causa de mateix motiu, encara que es tracti d'aus que viuen en llibertat.
Hi ha mutacions que alteren els pigments de color basats en carotenoides, però són rares. Les mutacions que afecten les melaninas són molt més freqüents.

## Galeria
Exemples d'animals leucístics:

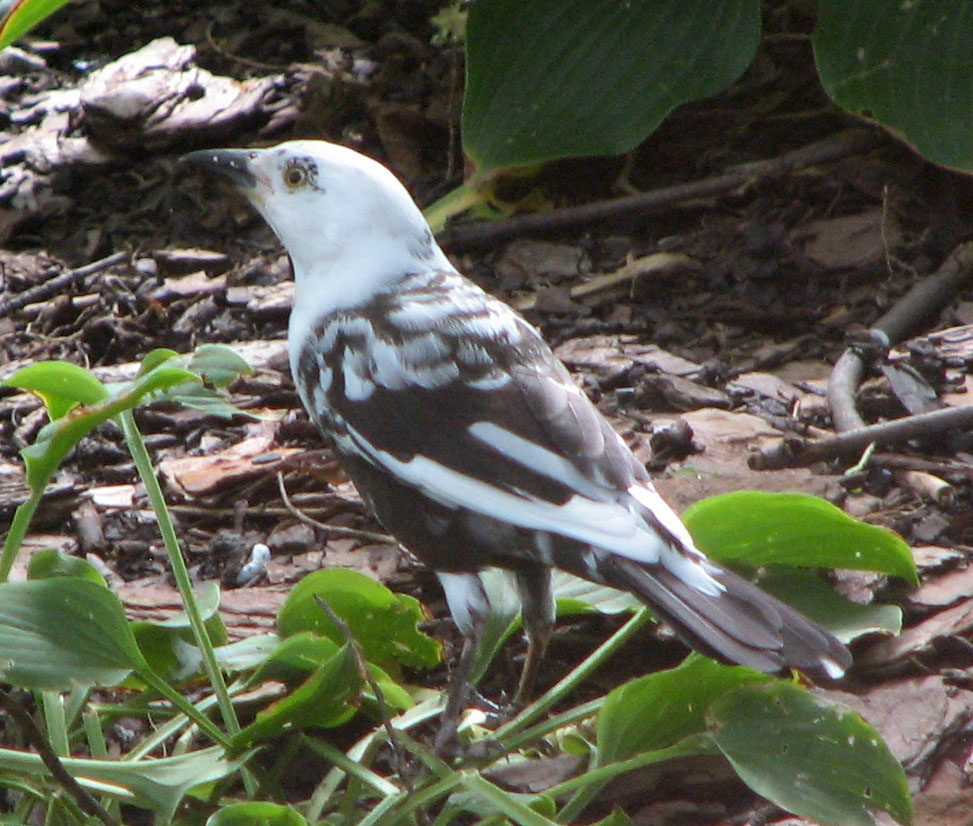
Merla cuada comuna (Quiscalus quiscula)
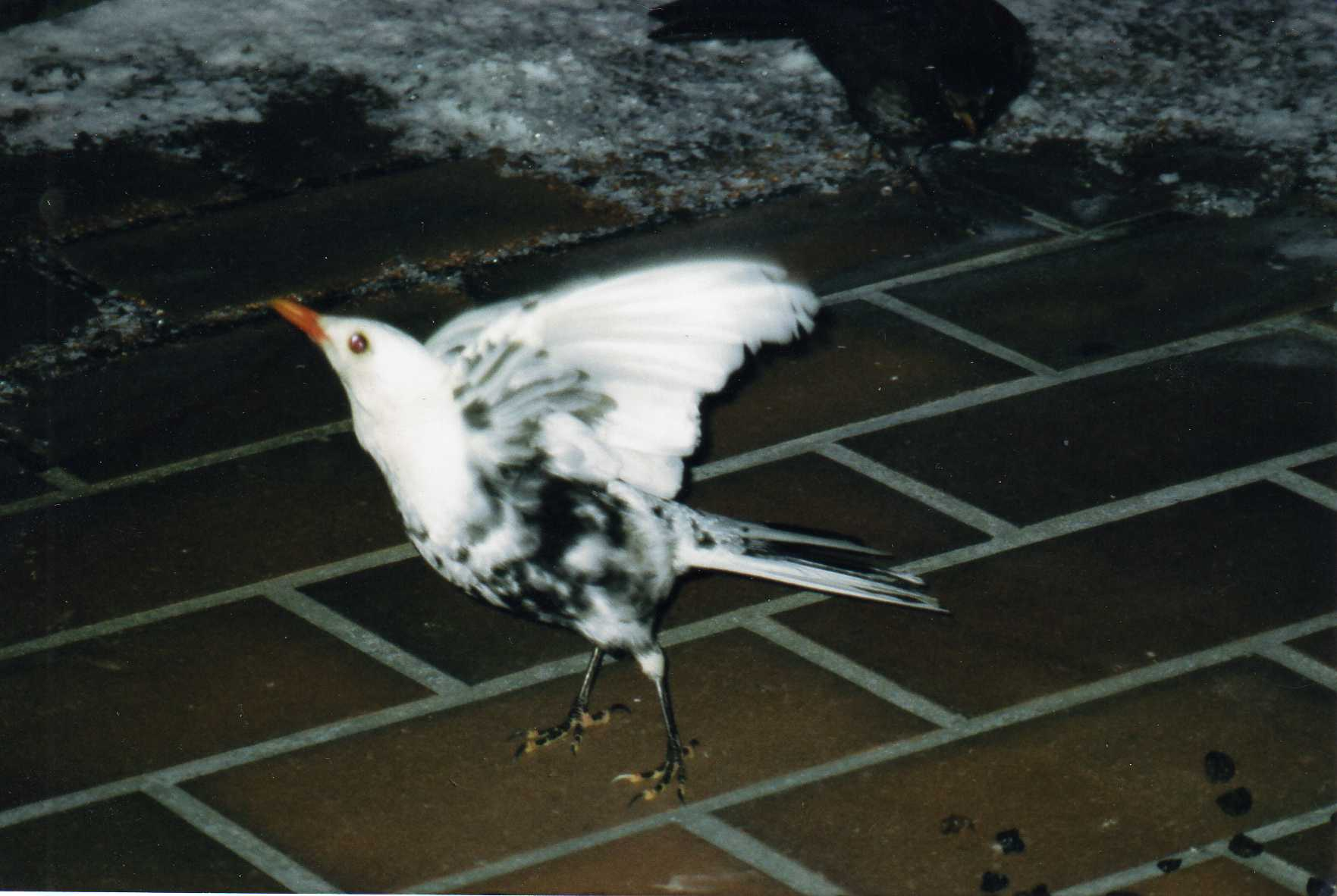
Merla negra (Turdus merula)
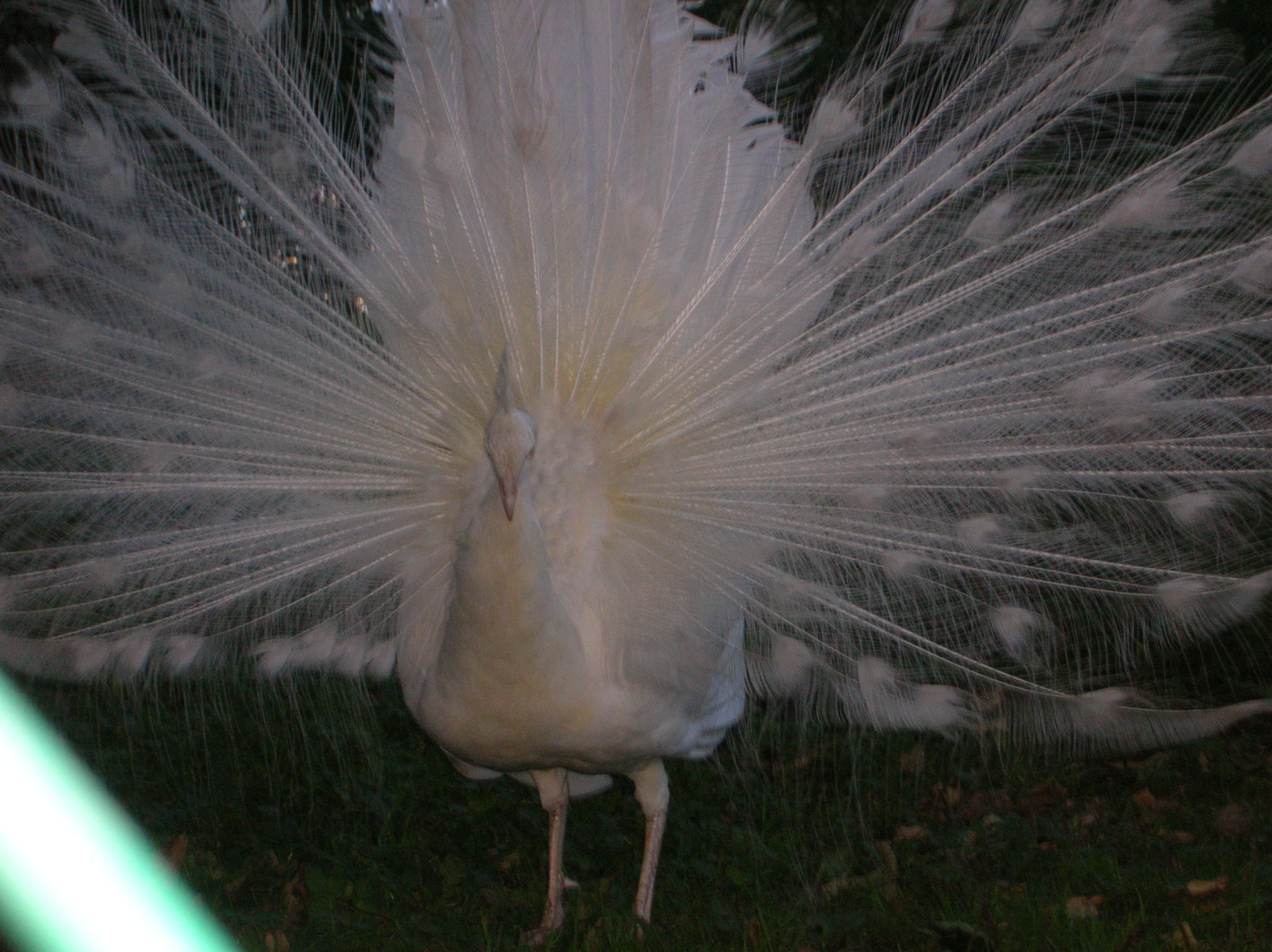
Paó comú (Pavo cristatus)
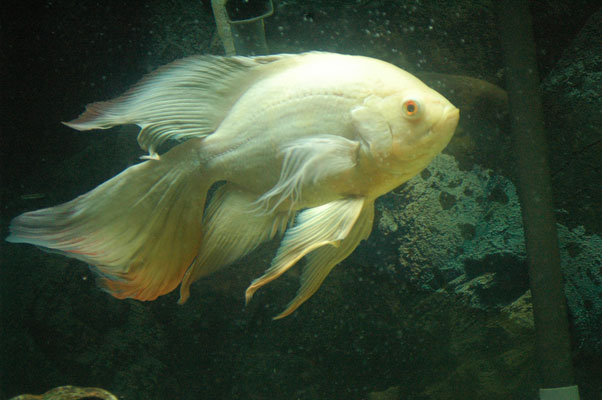
Cíclid de vellut o òscar (Astronotus ocellatus)

La manca de tirosines no influeix sobre la capacitat per formar carotenoides, i un ocell albí no ha de ser necessàriament tot blanc, pot presentar zones grogues o vermelloses.